# Louise Piëch
Louise Piëch, született Louise Porsche (Bécsújhely, Osztrák–Magyar Monarchia 1904. augusztus 29. – Zell am See, Ausztria 1999. február 10.) osztrák üzletasszony Ferdinand Porsche lánya. 1928-ban férjhez ment Anton Piëch bécsi ügyvédhez, aki társalapítója a Porsche tervező irodának és 1941-1945 között a wolfsburgi Volkswagen gyárat vezette.
A házaspárnak négy gyermeke született: Ernst, Louise, Ferdinand és Hans-Michel.
Férje 1952-ben bekövetkezett halála után, a Louise Piëch által vezetett Porsche Holding látta el a Porsche és a Volkswagen autók ausztriai importját és forgalmazását.
Fia Ferdinand vezette a Porschénál versenyrészleget az 1960-as években – ekkor alapították együtt a Porsche Salzburg versenycsapatot. A csapat Porsche 917-es versenyautója nyerte az 1970-es Le Mans-i 24 órás versenyt.